# Louise Robert
Louise Robert, née le 13 décembre 1941 à Montréal et morte le 7 novembre 2022 dans la même ville, est une peintre canadienne expressionniste.

## Biographie
Née le 13 décembre 1941 à Montréal, Louise Robert présente sa première exposition personnelle dans sa ville natale en 1969. 
Louise Robert incorpore l'écriture dans plusieurs de ses œuvres. Elle emprunte des textes à des artistes canadiens contemporains et, en échange, leur fournit des illustrations, entre autres pour des couvertures de leurs livres.
Elle meurt le 7 novembre 2022 à l'hôpital du Sacré-Cœur de Montréal à l'âge de 80 ans.
Elle vivait à Laval depuis 1978 et travaillait à Montréal.
Son catalogue raisonné a été compilé par Michel Huard et est disponible en ligne gratuitement.

## Collections notables
- Nº 78-45, 1981, Musée national des beaux-arts du Québec[5]

## Musées et collections publiques
- Collection d'oeuvres d'art, Université de Montréal
- Musée d'art de Joliette[6]
- Musée des beaux-arts de Sherbrooke
- Musée national des beaux-arts du Québec[7]
- Musée régional de Rimouski
- La Pulperie de Chicoutimi
- Ville de Laval
- Catalogue raisonné